# Helen Maroulis
Helen Louise Maroulis (ur. 19 września 1991) – amerykańska zapaśniczka. Złota medalistka olimpijska z Rio de Janeiro 2016 w kategoria 53 kg, a także brązowa z Tokio 2020 w kategorii 57 kg i Paryża 2024 w kategorii 57 kg.
Mistrzyni świata w 2015, 2017 i 2021; wicemistrzyni w 2012 i 2022; trzecia w 2014 i 2023; piąta w 2011; ósma w 2008. Złoto igrzysk panamerykańskich w 2011 i mistrzostw w 2012 i 2024. Pierwsza w Pucharze Świata w 2013; druga w 2009; czwarta w 2011 i 2015; szósta w 2014 i ósma w 2012. Brąz na MŚ juniorów w 2008 roku. Zawodniczka Simon Fraser University i Missouri Baptist University.
Zapasy zaczęła trenować w wieku 7 lat.